# Student Nitric Oxide Explorer
Lo Student Nitric Oxide Explorer (SNOE), a volte citato anche come Explorer 72 e STEDI 1, è stato un piccolo satellite scientifico utilizzato per studiare la concentrazione del monossido di azoto nella termosfera.
Il satellite è stato proposto e costruito dal Laboratorio di fisica dell'atmosfera e dello spazio dell'Università del Colorado a Boulder come una delle tre missioni sviluppate all'interno del progetto Student Explorer Demonstration Initiative (STEDI), finanziato dalla NASA. Lo SNOE, entrato a far parte del Programma Explorer, è stato lanciato nel febbraio 1998 e, dopo aver portato raggiunto gli obbiettivi prefissati, ha effettuato il proprio rientro atmosferico il 13 dicembre 2003.

## Sviluppo
Come detto, lo SNOE è stato il primo di tre progetti sviluppati all'interno di un programma universitario, il sopraccittato STEDI, finanziato dalla NASA e amministrato dalla Universities Space Research Association, il cui obbiettivo era quello di coinvolgere gli studenti nello sviluppo di satelliti con mezzi limitati, nell'ambito della strategia "faster, better, cheaper" (in inglese: più veloce, efficiente, più economico) promossa dall'allora amministratore della NASA Daniel Goldin.
Il satellite, progettato dall'Università del Colorado a Boulder nel 1994, è stato dapprima scelto tra altre 66 proposte come una della sei missioni pre-selezionate e infine, nel febbraio 1995, è stato selezionato come uno dei tre progetti vincenti assieme al TERRIERS dell'Università di Boston e al CATSAT dell'Università del New Hampshire. Una volta avuto il via libera, lo SNOE è stato costruito e interamente gestito dal Laboratorio di fisica dell'atmosfera e dello spazio dell'università.

## Obbiettivi
L'obbiettivo della missione era quello di studiare nel dettaglio le variazioni della concentrazioni di monossido di azoto nella termosfera. Sebbene si tratti di uno dei componenti minori di questa regione dell'atmosfera, il monossido di azoto ha un impatto piuttosto significativo sulla composizione degli ioni presenti nella ionosfera e sul riscaldamento dell'intera termosfera.
Ciò che lo SNOE doveva studiare erano, in particolare:
- L'influenza della variazione della radiazione X proveniente dal Sole sulla densità del monossido di azoto presente nello strato più basso della termosfera, ossia nella ionosfera;
- La correlazione tra l'aumento dell'attività aurorale e la quantità di monossido di azoto presente sopra le regioni polari.

## Struttura
Lo SNOE aveva la forma di un prisma a sei facce, su ognuna delle quali erano posti dei pannelli solari che fornivano al satellite una potenza totale di 37 W, alto circa 1,0 m e largo circa 0,93 m e raggiungeva i 115 kg di peso. Una volta messo in orbita il satellite era stabilizzato utilizzando la tecnica di stabilizzazione di spin, una tecnica di stabilizzazione passiva nella quale l'intero veicolo ruota su se stesso in modo che il suo vettore di momento angolare rimanga pressoché fissato nello spazio inerziale. Il movimento di rotazione è stabile se il
satellite gira attorno all'asse che ha momento d'inerzia massimo. Nel caso dello SNOE, tale asse era perpendicolare al piano orbitale e la velocità di rotazione era pari a 5 rpm.

## Strumentazione
Lo SNOE era equipaggiato con tre strumenti scientifici:
- Uno spettrometro a ultravioletti chiamato Ultraviolet Spectrometer (UVS), atto a delineare un profilo verticale della concentrazione di monossido di azoto;
- Un fotometro a due canali chiamato Auroral Photometer (AP), per la misurazione delle emissioni aurorali che avvenivano al di sotto del satellite;
- Un fotometro a cinque canali chiamato Solar X-ray (SXP), per la misura delle emissioni di raggi X molli provenienti dal Sole.

Il satellite era dotato anche di un sistema GPS che gli permetteva di determinare accuratamente la sua orbita e la sua orientazione.

## Lancio e operatività
Lo SNOE è stato lanciato il 26 febbraio 1998 alle 07:07 UTC da un razzo Pegasus XL, assieme al satellite T1 della Teledesic. Come per ogni lancio effettuato con i Pegasus XL, il razzo è stato prima portato in quota dallo Stargazer, un Lockheed L-1011-1 TriStar di proprietà della Orbital ATK, decollato dalla base aerea Vandenberg. Dopo il lancio, il satellite è stato posto in un'orbita eliosincrona ad una quota che andava da 535 a 580 km e con un'inclinazione di 97,7°.
Lo SNOE è entrato ufficialmente in funzione l'11 marzo 1998 ed ha operato efficacemente fino alla conclusione del suo decadimento orbitale e al suo rientro atmosferico avvenuto il 13 dicembre 2003.

## Risultati scientifici
Tra le varie osservazioni compiute dallo SNOE si possono citare:
- L'osservazione con lo spettrometro a ultravioletti delle nubi nottilucenti, note anche come nubi polari mesosferiche, e il rilevamento sia del fatto che esse si formano più frequentemente a latitudini settentrionali che non a latitudini meridionali, sia del fatto che la loro formazione è conforme a quanto previsto dal modello standard di formazione delle nubi.[11]
- La misurazione di flussi di radiazione X molle quattro volte superiori a quelli predetti dal modello empirico di Hinteregger e altri, risalente al 1981.[3] Tali misure sono state effettuate utilizzando il Solar X-ray Photometer (SXP) e, in particolare, nell'intervallo di lunghezze d'onda da 2 a 7 nm il valore dell'irradianza, ossia della densità di potenza che intercetta una superficie, andava da 0,3 a 2,5 mW/m2, mentre nell'intervallo da 6 a 19 nm il valore dell'irradianza andava da 0,5 a 3,5 mW/m2.